# Grüne Partei Kanadas
Die Grüne Partei Kanadas (engl. Green Party of Canada, frz. Parti vert du Canada) ist eine kanadische politische Partei. Die Partei wurde 1983 gegründet, ist seit 2011 im Unterhaus vertreten und bildet dort derzeit mit zwei Sitzen die kleinste Fraktion.

## Politische Positionen
Kerngedanke grüner Politik ist nachhaltige Entwicklung. In der politischen Auseinandersetzung bezieht die Partei den Begriff Nachhaltigkeit häufig auf Umweltschutz und meint damit die Schonung natürlicher Ressourcen. Hieraus ergibt sich zum Beispiel das Engagement der Partei für erneuerbare Energien.
Am 30. August 2008 wechselte Blair Wilson, ein Abgeordneter der Liberalen Partei, zu den Grünen. Bevor er jedoch als erster grüner Abgeordneter überhaupt eine Session beginnen konnte, fand die vorgezogene Unterhauswahl 2008 statt. Bei dieser erreichten die Grünen 6,8 % der Stimmen; gleichwohl waren sie nach dem Ergebnis der Wahl aufgrund des derzeit gültigen Mehrheitswahlrechts mit keinem Sitz im kanadischen Unterhaus vertreten, da Wilson in seinem Wahlkreis verlor. Die Partei strebt eine Änderung des Wahlrechtssystems in Kanada an.
Bei der Wahl am 2. Mai 2011 gewann Elizabeth May ihren Wahlkreis auf Vancouver Island. Sie ist damit die erste gewählte Abgeordnete der Grünen im kanadischen Unterhaus. Am 13. Dezember 2013 trat Bruce Hyer den Grünen bei. Hyer war 2008 sowie 2011 für die Neue Demokratische Partei ins Unterhaus gewählt worden. Dort war er seit 2012 parteilos. Somit hatten die kanadischen Grünen zwischenzeitlich zwei von 308 Abgeordneten im kanadischen Unterhaus. Bei der Unterhauswahl am 19. Oktober 2015 konnte jedoch lediglich May ihren Sitz verteidigen, so dass die Grünen wieder auf einen Sitz (von nunmehr 338) zurückfielen.
Im Mai 2019 gewann Paul Manly eine Nachwahl zum Unterhaus. Bei der Unterhauswahl 2019 konnte neben Manly und May auch die aus New Brunswick stammende Jenica Atwin ein Mandat gewinnen. Die Grünen sind damit erstmals mit drei Sitzen im kanadischen Unterhaus vertreten. Am 4. November 2019 trat Elizabeth May nach 13 Jahren im Amt als Parteivorsitzende zurück. Interimsweise folgte ihr Jo-Ann Roberts nach.
Am 3. Oktober 2020 wurde Annamie Paul zur Parteivorsitzenden gewählt. Pauls Führung war kurz und dauerte bis zum 10. November 2021. Während ihrer Führung durchlief die Partei interne Streitigkeiten. Am 26. Oktober 2020 verlor Paul die Nachwahl um den Wahlkreis Toronto Centre an die Journalistin Marci Ien. Auch die Kanadische Unterhauswahl 2021 war für die Grünen schwierig. In über achtzig Wahlkreisen konnten sie keine Kandidaten aufstellen und die Partei erhielt weniger als 400.000 Stimmen, verglichen mit über 1,1 Millionen nur zwei Jahre zuvor. Paul trat am 10. November 2021 als Parteivorsitzende zurück.
Am 24. November 2021 wurde Amita Kuttner zur kommissarischen Parteivorsitzenden ernannt. Sie wurde die erste Transgender-Person, die eine kanadische politische Partei leitete. Nach ihrem Amtsantritt veröffentlichte die Partei einen Bericht, aus dem hervorgeht, dass ihr die Zahlungsunfähigkeit droht. Sie erwog ihr Büro in Ottawa zu schließen. Die Partei enthüllte auch, dass sie während Pauls Führung über 6000 Mitglieder verloren hatte. Am 19. November 2022 wurde Elizabeth May zum zweiten Mal zur Vorsitzenden gewählt. Sie versprach, die Partei auf ein System mit zwei Co-Vorsitzenden umzustellen. Bei der Wahl um die Parteispitze trat sie zusammen mit Jonathan Pedneault an. Pedneault fungiert nun als stellvertretender Parteivorsitzender, bis die Satzung der Partei geändert wird, um zwei Co-Vorsitzende zuzulassen.

## Wahlergebnisse
Ergebnisse bei den Wahlen zum Unterhaus:
| Wahl | Sitze total | Kandi- daten | Gew. Sitze | Stimmen   | Anteil |
| ---- | ----------- | ------------ | ---------- | --------- | ------ |
| 1984 | 282         | 60           | 0          | 26.921    | 0,21 % |
| 1988 | 282         | 68           | 0          | 47.228    | 0,36 % |
| 1993 | 295         | 79           | 0          | 32.979    | 0,24 % |
| 1997 | 295         | 79           | 0          | 55.583    | 0,43 % |
| 2000 | 301         | 111          | 0          | 104.402   | 0,81 % |
| 2004 | 308         | 308          | 0          | 582.247   | 4,32 % |
| 2006 | 308         | 308          | 0          | 665.940   | 4,48 % |
| 2008 | 308         | 303          | 0          | 941.097   | 6,80 % |
| 2011 | 308         | 304          | 1          | 576.221   | 3,91 % |
| 2015 | 338         | 336          | 1          | 605.637   | 3,45 % |
| 2019 | 338         | 338          | 3          | 1.162.361 | 6,50 % |
| 2021 | 338         | 252          | 2          | 396.988   | 2,33 % |

Quelle: Ergebnisse kanadischer Unterhauswahlen seit 1867

## Parteivorsitzende
- Trevor Hancock (1983–1984)
- Seymour Trieger (1984–1988)
- Kathryn Cholette (1988–1990)
- Chris Lea (1990–1996)
- Wendy Priesnitz (1996–1997)
- Harry Garfinkle (1997, interimistisch)
- Joan Russow (1997–2001)
- Chris Bradshaw (2001–2003, interimistisch)
- Jim Harris (2003–2006)
- Elizabeth May (2006–2019)
- Jo-Ann Roberts (2019–2020, interimistisch)
- Annamie Paul (2020–2021)
- Amita Kuttner (2021–2022, interimistisch)
- Elizabeth May (2022-)